# África de las Heras
África de las Heras Gavilán (Ceuta, 26 de Abril de 1909 – Moscou, 8 de Março de 1988) foi uma militante comunista espanhola que também teve as cidadanias soviética e uruguaia e, uma importante espiã da KGB cujo nome de código era Patria, embora também tenha adotado os nomes de Maria Luisa de las Heras de Darbat, Maria da Serra, Patricia, Ivonne, María de las Heras, Znoi  ou María Pavlovna.

## Juventude
Nasceu numa família rica, seu pai era Julian Francisco de las Heras, advogado e  alcalde (prefeito) de Ceuta, e sobrinha de Manuel de las Heras Jiménez, general de divisão morto em 1930 em Jaca depois de ser baleado ao conter uma rebelião republicana. Mudou-se para Madri para estudar em um colégio de freiras.
As informações sobre os primeiros anos de sua vida são escassas e pouco se sabe sobre ela até 1930, quando parece ter sido ser membro do PCE (Partido Comunista da Espanha). Quatro anos depois, participou ativamente da Revolução de 1934 nas Astúrias em Outubro, onde conheceu o histórico líder comunista Santiago Carrillo.
Em 1936 ele junta-se à JSU (Juventudes Socialistas Unificadas) da Catalunha e um ano depois comandou uma das patrulhas cidadãs de Barcelona, sediada no náutico da cidade. Em Barcelona, casa-se com Luis García Lago, um ex bancário e militante comunista.
Naquele ano volta a Ceuta, pela última vez, para avisar um de seus tios do perigo que corria.

## União Soviética
Em 1937, foi recrutada por vários agentes da NKVD na Espanha (Nahum Eitingon, o húngaro Ernő Gerő e o russo Alexander Orlov) e enviada a Moscou para receber instruções relevantes.
Acredita-se que a responsável por introduzir África na espionagem tenha sido Caridad Mercader (mãe de Ramón Mercader, assassino de Leon Trótski)  que liderava um comando de choque junto com seu amante Pavel Sudoplatov.
Após a instrução, é encarregada de sua primeira missão, partindo então para a Noruega.

### Período no México
Na Noruega, sua missão foi estabelecer contato com militantes trotskistas. Conseguiu relacionar-se com a equipe de Trótski, se infiltrando e se tornando sua secretária no México. Uma vez no país asteca, dedica-se a passar informações para o NKVD, ajudando assim seu compatriota Ramón Mercader a planejar o assassinato de Trótski  por ordem de Josef Stalin.
Deixa o México apressadamente, mantendo-se escondida no porão de um navio diante da presença no país de Alexander Orlov - chefe do NKVD na Espanha, onde se encontraram - que desertou com medo do Grande Expurgo de  Stalin, fugindo para os Estados Unidos.

### Segunda Guerra Mundial
Em 1941, chegou à URSS retornando ao NKVD, estudando primeiro enfermagem e depois radiotelegrafia, sendo nomeada responsável pelas transmissões de rádio. Após a conclusão dos cursos, foi enviada em Maio de 1942 ao destacamento partisan (guerrilheiro) "Los Vencedores". Salta de paraquedas nas florestas de Vinnytsia (Ucrânia) atrás das linhas alemãs, juntamente com outros espanhóis, para interceptar comunicações e transmitir mensagens falsas para os alemães.
Após dois anos de guerrilha, retornou a Moscou em 1944 e recebeu um novo treinamento de espionagem.

## Guerra Fria
Com o fim da Segunda Guerra Mundial (chamada Grande Guerra Patriótica na URSS), iniciou seu trabalho como espiã dentro da KGB, assinando seus relatórios com o apelido de Patria.

### Paris
Em 1946 mudou-se para Paris, vindo de Berlim, com o pseudônimo María Luisa de las Heras, passando como refugiada do regime de Franco. Nesta cidade conhece o escritor uruguaio Felisberto Hernández, com quem casou-se posteriormente. Em 1947 mudou-se para a Espanha, sendo enviada no ano seguinte ao Uruguai.

### Uruguai
Casa-se com Felisberto em 1948, chegando a Montevidéu em Dezembro daquele ano; lá, como disfarce, trabalha como costureira. Seu casamento, além de conceder-lhe a nacionalidade uruguaia, permitiu que se infiltrasse na classe alta do país para fazer novas amizades que a ajudaram mais tarde em seu trabalho secreto. Em 1950, termina seu casamento com Hernández, sem que ele suspeitasse de suas verdadeiras atividades.
Em 1956 muda-se para Buenos Aires para atuar como um elo de ligação para o recém-nomeado chefe de espionagem no Cone Sul, Giovanni Antonio Bertoni, também conhecido como Valentino Marchetti, Marko. Casaram-se naquele mesmo ano por ordem da KGB. Este casamento foi uma boa solução para melhorar e facilitar o trabalho de ambos os espiões. O casal começa um negócio de antiguidades na cidade velha de Montevidéu.
Durante seu tempo de serviço na América do Sul, realizou numerosas missões, servindo também como elo entre os diferentes espiões e a sede em Moscou. Acredita-se que foi ela quem transmitiu as informações sobre invasão da Baía dos Porcos à KGB.

## Últimos anos
Em 1967 retornou à URSS, após a morte suspeita de Valentino, tendo que realizar três novas missões no exterior  até que em 1971 foi designada para a instrução de novos agentes na Lubyanka, sede da KGB, principalmente para operações em países de língua espanhola.
Em 1985, três anos antes de sua morte, deixou oficialmente a KGB.
África de las Heras morreu em Moscou em 8 de Março de 1988 por problemas cardíacos, sendo enterrada com honras militares no cemitério Jovánskoie em Moscou, em cuja lápide lê-se a palavra "Patria" escrita em espanhol junto ao texto "Coronel Africa de las Heras, 1909-1988" em russo.

## Condecorações
Por seu trabalho na KGB, chegou ao posto de coronel, sendo responsável entre a Segunda Guerra Mundial e a década de 1970 pela política da agência para a Europa e a América Latina. Ela recebeu o título de Colaboradora Honorária dos Órgãos de Segurança do Estado.
Por seu trabalho, recebeu uma dúzia de prêmios, sendo a pessoa de origem espanhola mais condecorada pela URSS, entre os quais:
- Duas vezes com a Ordem da Estrela Vermelha
- Ordem de II Grau da Grande Guerra Patriótica
- Medalha de I Grau de Guerrilha da Guerra Patriótica
- Medalha por Coragem duas vezes
- Ordem de Lenin, uma das maiores condecorações da União Soviética.